# Arseni Iatseniouk
Arseni Petrovytch Iatseniouk (en ukrainien : Арсеній Петрович Яценюк, prononcé [ɐrˈsɛnʲij pɛtˈrɔvɪt͡ʃ jɐt͡sɛˈnʲuk]), né le 22 mai 1974 à Tchernivtsi en Ukraine soviétique, est un homme d'État, économiste et avocat ukrainien.
Proche de Ioulia Tymochenko, il devient Premier ministre d'Ukraine le 27 février 2014, à la suite de la révolution ukrainienne. Il présente sa démission le 24 juillet 2014, mais celle-ci est rejetée une semaine plus tard par la Rada (Parlement ukrainien). En septembre 2014, il crée un nouveau parti, le Front populaire (en ukrainien Народний фронт), qui arrive en tête des élections législatives du mois suivant. Il démissionne de nouveau le 10 avril 2016. Volodymyr Hroïsman lui succède.

## Biographie

### Formation et carrière
Le père d'Arseni Iatseniouk, Petro Ivanovytch Iatseniouk (uk), est historien, vice-doyen de la faculté d'histoire de l'université de Tchernivtsi en 2002. Sa mère Maria Hryhorivna Iatseniouk, née Bakaï, était professeur au département d'études françaises de l'université.
Étudiant à l'université d'État de Tchernivtsi, dont il sort diplômé, le jeune Iatseniouk ouvre très tôt un cabinet d'avocat, avant d'étudier le commerce à l'Institut d'économie de Tchernivtsi (uk), antenne locale de l'université d'économie et de commerce de Kiev. Entre 1998 et 2001, il collabore à Avalbank, filiale de la Raiffeisen Zentralbank, à Kiev, avant de se tourner vers la politique.

### Débuts en politique
Arseni Iatseniouk commence sa carrière politique sur le terrain local comme ministre de l'Économie de la république autonome de Crimée de septembre 2001 à janvier 2003. Nommé vice-président de la Banque nationale d'Ukraine en novembre 2003, il seconde alors Serhiï Tihipko, considéré comme l'une des figures économiques les plus respectées de l'Ukraine. En septembre 2005, il est nommé ministre des Affaires économiques dans le gouvernement de Iouriï Iekhanourov. Sur la scène internationale, le jeune ministre engage des pourparlers avec l’Union européenne, puis l’Organisation mondiale du commerce (OMC), deux organisations auxquelles l’Ukraine souhaiterait adhérer. En mars 2007, sur la proposition du président Viktor Iouchtchenko, le Parlement approuve la nomination de Iatseniouk au ministère des Affaires étrangères, conformément aux dispositions de la Constitution s'agissant des nominations du ministre de la Défense et du chef de la diplomatie.

### Président du Parlement
Placé en troisième position sur la liste Notre Ukraine lors des élections législatives d'octobre 2007, il est élu député. Après de longues négociations entre les partis représentés au Conseil suprême, Iatseniouk en est élu président par ses pairs, en obtenant 227 voix sur 450 députés. En septembre 2008, alors que l'Ukraine s'engage dans une importante crise politique, Iatseniouk, lassé, annonce officiellement son intention de quitter la présidence du Parlement. Une initiative largement soutenue par les députés, qui approuvent sa démission. Après avoir quitté ses fonctions, et, par conséquent, son habit de second personnage de l'État, Iatseniouk annonce son intention de fonder « une nouvelle force politique, capable de proposer un véritable changement pour le pays ».

### Candidature à l'élection présidentielle de 2010

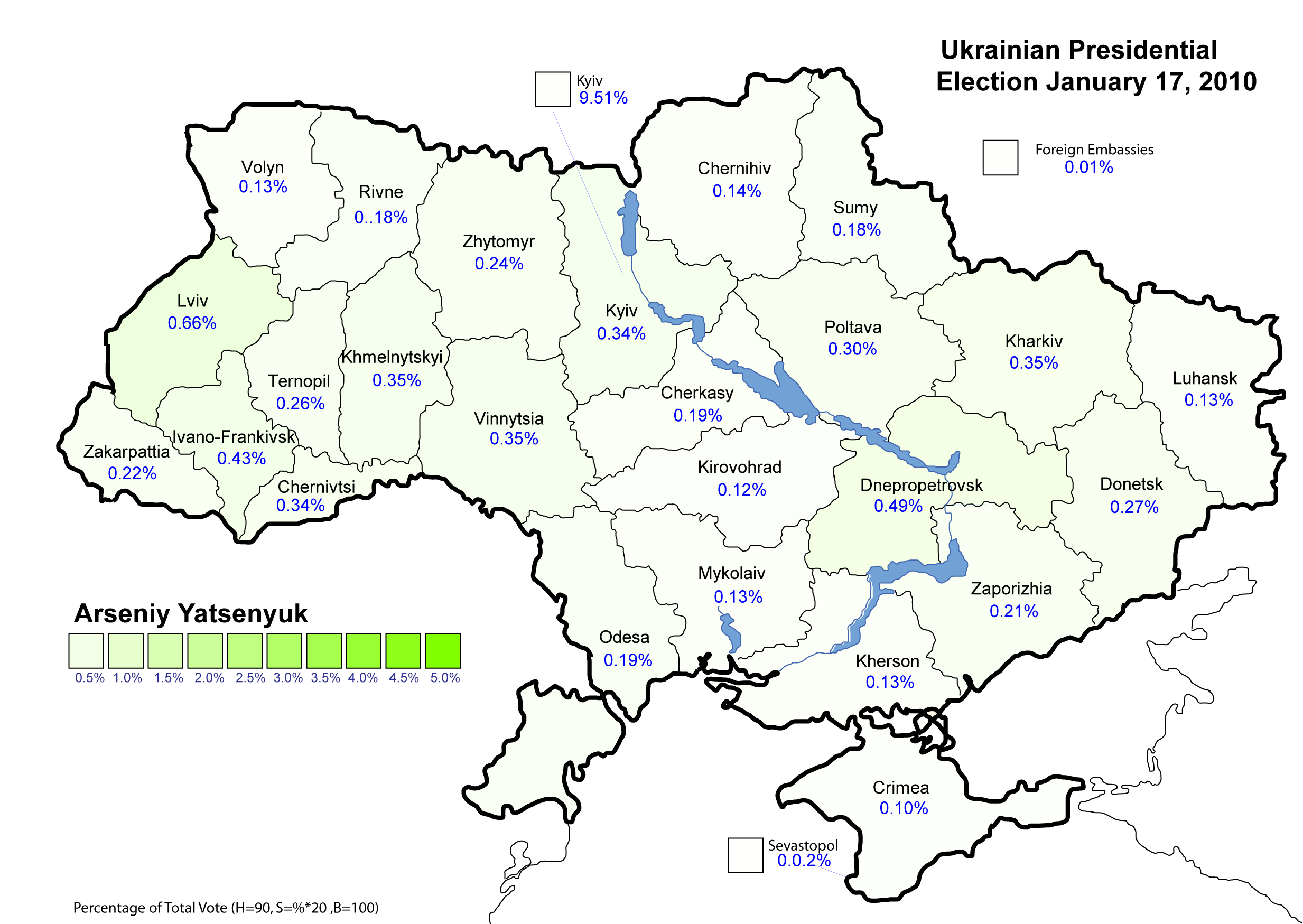
Les résultats en faveur de Iatseniouk lors du premier tour de l'élection présidentielle de janvier 2010.

Le 25 décembre 2008, Arseni Iatseniouk rend publique la fondation du Front pour le changement, un parti proche du BIouT, la coalition dirigée par le Premier ministre, Ioulia Tymochenko. L'ancien président de la Rada ne cache pas son intention d'être candidat à l'élection présidentielle prévue pour janvier 2010. L'ancien ministre, qui affirme ne bénéficier d'aucune alliance avec quelconque force politique, annonce alors sa décision de présenter sa candidature, en toute circonstance. Sa campagne présidentielle est une des plus chères, estimée entre 60 et 70 millions de dollars. Iatseniouk promet, dans l'hypothèse d'une élection, de dissoudre le Parlement afin de pouvoir travailler avec l'appui d'une nouvelle majorité favorable à sa politique. Il affirme également son intention de refuser toute proposition politique émanant de la part d'un candidat qualifié au second tour de l'élection présidentielle, en échange de son soutien public et d'un appel au vote en sa faveur.
Le 17 janvier 2010, Iatseniouk recueille sur son nom 1 711 749 voix, soit 6,96 %, se classant à la quatrième place derrière les deux candidats qualifiés pour le second tour de l'élection, Viktor Ianoukovytch avec 35,32 % et Ioulia Tymochenko créditée de 25,05 %, et Serhiï Tihipko, candidat du parti travailliste et ancien président de la Banque nationale. Cependant, il devance le président sortant, Viktor Iouchtchenko, sévèrement sanctionné par les Ukrainiens, avec seulement 5,45 % des voix. Intéressé par l'éventuel soutien de Iatseniouk, le vainqueur de l'élection présidentielle, Viktor Ianoukovytch, appelle, en mars 2010, Iatseniouk à rejoindre le gouvernement. Mais celui-ci décline la proposition du nouveau chef de l'État, préférant siéger dans l'opposition.

### Élections législatives de 2012
Candidat aux élections législatives d'octobre 2012 comme tête de liste de son parti, le Front pour le changement, Arseni Iatseniouk déclare que l'idée d'une coalition regroupant toutes les grandes forces de l'opposition, y compris celle de Ioulia Tymochenko, emprisonnée depuis 2011, serait à l'étude. En avril 2012, l'ensemble des partis d'opposition signent une charte de coalition, baptisée « Le Front a existé, le Front existera ».
Figure emblématique de cette coalition, Iatseniouk est considéré comme l'un des personnages importants de ces élections, se présentant comme le chef d'une opposition décidée à prendre le pouvoir au Parti des régions du président Viktor Ianoukovytch,. Défendant l'image d'une classe politique déterminée à combattre la corruption, il dénonce alors les risques évidents de fraudes électorales lors des dépouillements.

### Premier ministre

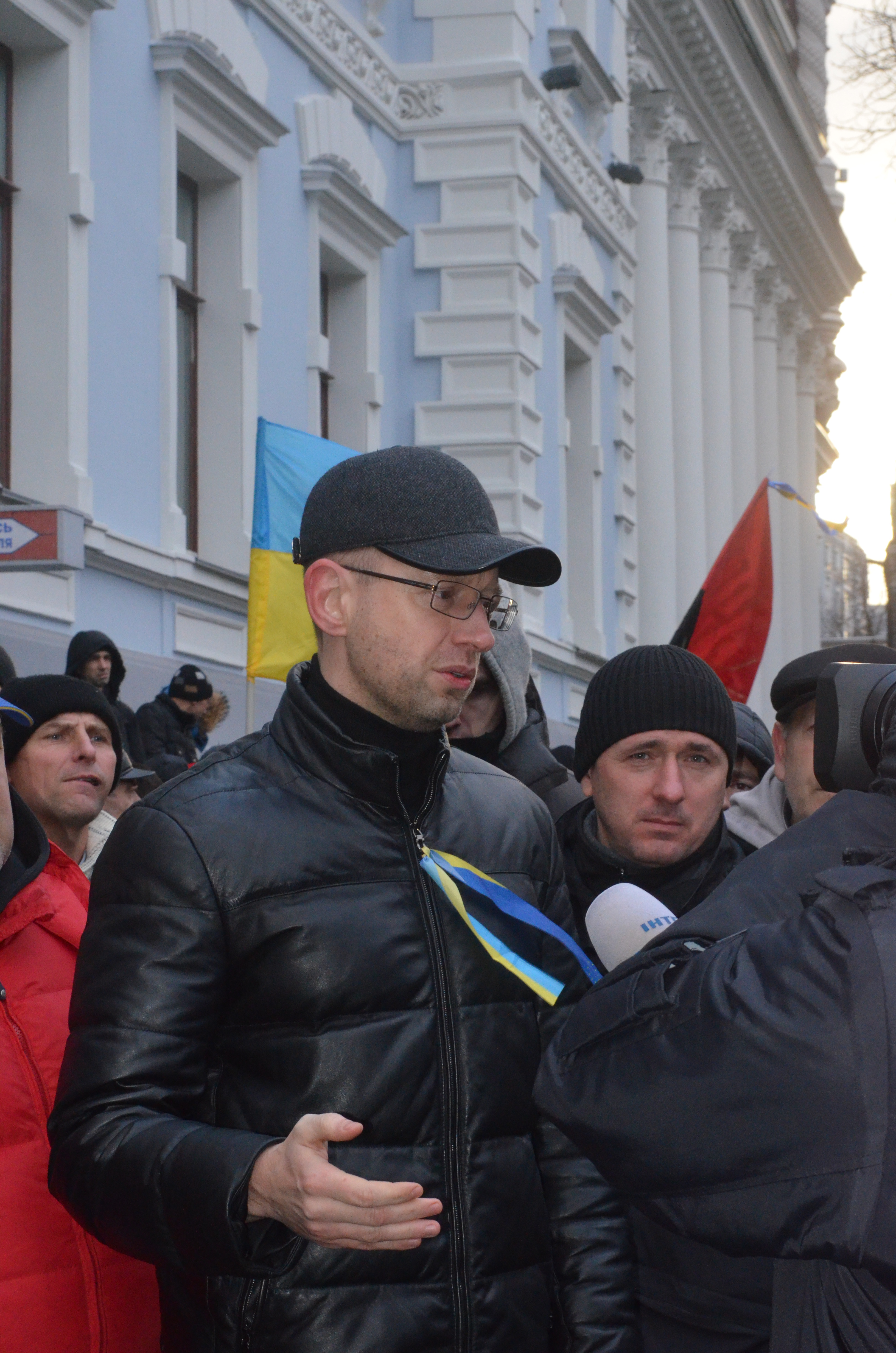
Iatseniouk en décembre 2013 lors de l'Euromaïdan.

Lors du mouvement contestataire de l'hiver 2013-2014, il apparaît comme un des chefs de l'opposition avec Vitali Klitschko et Oleh Tyahnybok.
Le 27 février 2014, cinq jours après la destitution du président Viktor Ianoukovytch par la Rada, Iatseniouk est nommé Premier ministre par le président par intérim Oleksandr Tourtchynov. Le 7 juin 2014, il est maintenu dans ses fonctions par le nouveau président d'Ukraine Petro Porochenko, élu le 25 mai précédent.
Il démissionne le 24 juillet 2014, dans un contexte de crise au sein de la coalition parlementaire au pouvoir. Le Parlement, la Rada, rejette finalement sa démission le 31 juillet 2014.
En septembre 2014, il crée un nouveau parti, le Front populaire (en ukrainien Народний фронт, élu le 25 mai) en vue des élections législatives ukrainiennes de 2014.
Le 26 octobre 2014, le Front populaire arrive en tête des élections législatives anticipées en remportant 22,17 % des suffrages exprimés, devant la formation du président Porochenko, le Bloc Petro Porochenko, qui arrive en deuxième position, avec 21,81 % des suffrages. Cependant, le système électoral permet au Bloc Petro Porochenko d'obtenir 132 des sièges à la Rada contre 82 au Front populaire, assurant néanmoins la formation d'une large coalition pro-européenne.
Le 27 novembre 2014, lors de la première session du nouveau parlement, la coalition pro-européenne composée de cinq partis (Bloc Petro Porochenko, Front populaire, Samopomich, Parti radical et Batkivtchina) propose la reconduction d'Arseni Iatseniouk au poste de Premier ministre, qui est approuvée à une très large majorité de 341 députés. Iatseniouk s'engage alors « à défendre l'indépendance du pays face à l"invasion militaire russe » et déclare : « Nous avons sur les épaules une mission historique, celle de préserver notre État et défendre notre indépendance ».
Son gouvernement est approuvé par la Rada le 2 décembre 2014.
Le 7 janvier 2015 lors d'une interview sur la chaîne publique allemande Das Erste, il déclare que c'est l'URSS qui a envahi l'Ukraine et l'Allemagne durant la Seconde Guerre mondiale et qu'il ne faut permettre que cela se produise à nouveau,,.
Devenu de plus en plus impopulaire dans l'opinion publique, il est jugé responsable de la stagnation des réformes contre la corruption et doit faire face aux démissions du ministre de l'économie Aivaras Abromavicius et du vice-procureur général Vitali Kasko, tous deux réformateurs.
Le 16 février 2016, le président Petro Porochenko appelle à sa démission ainsi qu'à celle du procureur général Viktor Chokine. Le jour-même, la mention de censure contre le gouvernement est rejetée, obtenant 194 voix sur les 226 requis.
Le 18 février 2016, la coalition gouvernementale éclate après le retrait de Samopomitch.
Le 10 avril 2016, Iatseniouk annonce lors d’une déclaration télévisée enregistrée sa démission, alors qu'il est en difficulté depuis plusieurs semaines avec la coalition gouvernementale qui le soutenait. Volodymyr Hroïsman est désigné pour lui succéder.
Le 12 avril 2016, la séance parlementaire censée approuver sa démission et former le nouveau gouvernement a été ajournée au 13 avril. Celui-ci lui succède le 14 avril.

### Après son départ du gouvernement
Un temps pressenti pour être candidat à l'élection présidentielle ukrainienne de 2019 et alors que son parti chute dans les sondages, il annonce le 2 février 2019 qu’il préfère se consacrer aux élections législatives.